# Peter Schmidt (Tonmeister)
Peter Schmidt (* vor 1985) ist ein deutscher Tonmeister, der ab Ende der 1980er-Jahre zunächst hauptsächlich in Hamburg gearbeitet hat und den Sound der Hamburger Schule mitprägte. Seit 1999 arbeitet er auch unter dem Pseudonym BlackPete und betreibt seit 2005 in Berlin ein Studio für die Abmischung von hauptsächlich von deutschen Künstlern stammender Musik.
Er arbeitete für eine Vielzahl namhafter nationaler und internationaler Künstler. Zahlreiche der von ihm gemischten Alben wurden in der deutschen Musikpresse positiv kritisiert und waren kommerziell erfolgreich.

## Leben
Peter Schmidt begann seine Karriere 1985 in den EMI-Studios in Köln als Praktikant. Dort nahm er unter anderem an Produktionen von Herbert Grönemeyer, Klaus Lage und Wolf Maahn teil. Im Mai 1985 wechselte er zu den Berliner Hansa-Tonstudios und assistierte u. a. Teile des Depeche-Mode-Albums Black Celebration. Der Kontakt mit der bei Mute unter Vertrag stehenden Band führte in der Folgezeit zu Arbeiten für Diamanda Galás und die Inspiral Carpets. 1989 machte er sich selbständig und begann seine Karriere im Tonstudio Chateau Du Pape in Hamburg, wo er auf den Produzenten Franz Plasa traf. In den darauffolgenden Jahren zeichnete er verantwortlich für Albenproduktionen von Franz Plasa und Chris von Rautenkranz für The Jeremy Days, Selig, Echt, Bernd Begemann und Blumfeld. Nach der Trennung der Jeremy Days arbeitete Peter Schmidt im Umfeld von Dirk Darmstaedter für dessen Label Tapete Records mit Niels Frevert, Bernd Begemann und Tele. Nach der Auflösung von Selig dann im Umfeld von Christian Neander, Kungfu, Pohlmann und Michel van Dyke. Schmidt mischte auch weiterhin Plasa-Produktionen für Keimzeit, Udo Lindenberg und Heinz Rudolf Kunze und arbeitete für BAP, Klee und Phillip Boa.
Seit 1999 tritt er häufig unter dem Pseudonym BlackPete vor allem als Mischer, zunächst in den Hamburger HOME-Studios von Franz Plasa, und später als Tonmeister und Mischer für Andreas Herbig, der auch unter dem Pseudonym Boogieman produziert, in Erscheinung. Neben Reamonn arbeitete er auch für die Beatsteaks, Rosenstolz, Peter Maffay, Katharina Franck, Keimzeit, Etta Scollo und Peter Fox.
Schmidt (BlackPete) betreibt seit 2005 im Berliner Stadtteil Lichterfelde die Ballsaal Studios, wo er zusammen mit seinen Assistenten u. a. auch Künstler abmischt, die in den benachbarten Teldex Studios aufnehmen. Teldex führt seit 2003 den Betrieb der traditionsreichen Teldec Studios fort. Schmidt koordiniert für Deutschland, Österreich und die Schweiz auch das Mastering beim renommierten Sterling-Sound Mastering Studio in New York.

## Diskografie (Auswahl)
- 1986: Black Celebration – Depeche Mode (Mute)
- 1988: Das ist nicht die ganze Wahrheit… – Die Ärzte (CBS)
- 1988: You Must be Certain of the Devil – Diamanda Galas (Mute)
- 1991: The Beast Inside – Inspiral Carpets (Mute)
- 1991: Trance-Mission (Bali Symphony) – Eberhard Schoener (Marlboro)
- 1993: Into Temptation – Swimming the Nile (WEA)
- 1994: Solange die Rasenmäher singen – Bernd Begemann (Rothenburgsort)
- 1994: Home – Swimming the Nile (WEA)
- 1994: Re-Invent Yourself – The Jeremy Days (Polydor)
- 1995: Hier – Selig (Epic)
- 1996: Jetzt bist Du in Talkshows – Bernd Begemann (Rothenburgsort)
- 1997: Niels Frevert – Niels Frevert (Motor)
- 1997: Knockin’ on Heaven’s Door Soundtrack (EastWest)
- 1998: Die Antwort – Die Antwort (Laughing Horse)
- 1998: Im elektromagnetischen Feld – Keimzeit (BMG)
- 1999: Glaskugelsammelbehälterkasten – Kungfu (Island)
- 1999: Wahre Geschichten – Stephan Hollstein (Sony Music)
- 1999: Comics & Pin-Ups – BAP (EMI)
- 1999: Tonfilm – BAP (EMI)
- 2000: Smart und gelassen werden – Keimzeit (BMG)
- 2001: Die große Illusion – Michel van Dyke (Polydor)
- 2002: Il Bianco Del Tempo – Etta Scollo (Home)
- 2002: Vergiss – Quarks (Home)
- 2002: Who Watches Over Me? – Mesh (Home)
- 2002: Kungfu – Kungfu (Island)
- 2002: 1000 Leute wie ich – Keimzeit (Pirate)
- 2003: Rückenwind – Heinz Rudolf Kunze (WEA)
- 2003: Jenseits von Jedem – Blumfeld (WEA)
- 2003: Beautiful Sky – Reamonn (EMI)
- 2003: Casa – Etta Scollo (Mongebel)
- 2004: Quarksland – Quarks (Home)
- 2004: Smack Smash – Beatsteaks (Epitaph)
- 2004: Herz – Rosenstolz (Island)
- 2005: Tagesthemen – Berend (Kleckenplatten)
- 2005: Spieltrieb – Ohrbooten (JKP)
- 2006: Zwischen Heimweh und Fernsucht – Pohlmann (EMI)
- 2006: Das große Leben – Rosenstolz (Island)
- 2006: Verbotene Früchte – Blumfeld (WEA)
- 2007: Limbo Messiah – Beatsteaks (Warner)
- 2008: Die Suche geht weiter – Rosenstolz (Island)
- 2008: On the Verge of an Autobiography – Katharina Frank (Premium) als Produzent
- 2008: Stadtaffe – Peter Fox (Downbeat)
- 2009: Jedes Tier – Tele (Tapete)
- 2009: This is Love (Soundtrack) – Julian Maas, Christoph M. Kaiser (Colosseum)
- 2010: Eleven – Reamonn (Universal)
- 2010: Schöne Schmerzen – Nikko Weidemann (BMG Rights)
- 2010: Personal Jesus – Nina Hagen (Koch/Universal)
- 2010: Auf großer Fahrt – Baschi (Universal)
- 2010: Souerei – Halunke (Universal)
- 2010: Bring mich nach Hause (Songs 1, 2, 3, 4, 6, 7) – Wir sind Helden (Sony)
- 2010: Glück! – Farfarello (Farfarello)
- 2010: Neui Wält – Baschi (Universal)
- 2011: All is there (EP) – Gerhardt (Rough Trade)
- 2011: Fall oder tanz – DrahtSeilAkt (Achtung Music)
- 2011: The Magazines you read – Jack Beauregard (Tapete)
- 2011: Küssen kann man nicht alleine – Max Raabe (Decca)
- 2011: Schiffe Schräg – Ilja Schierbaum (Silberblick-Musik)
- 2011: Live Music – Europe 2010 – Joe Jackson (Ear)
- 2011: New Friends – Baskery (Blue Rose)
- 2011: King of the Sugarcoated Tongues – The Sunpilots (Honeytrap)
- 2011: In meiner Mitte – Annett Louisan (105 Music)
- 2011: Es werden Tage aus Gold (Track) – Leon Taylor
- 2011: Zettel auf dem Boden – Niels Frevert (Tapete)
- 2011: Volksbeat – Nina Hagen (Polydor)
- 2011: Ewigkeit (Single Song 1) – Extrabreit (SM Noise)
- 2011: Frei Händig – Stefan Gwildis (Sony Music)
- 2011: Kolumbus – Keimzeit (Comic Helden)
- 2012: Stereo Loves You – Stereolove (Sony Music)
- 2012: My House – Oceana (Embassy of Music)
- 2012: What is Next (Album Songs 1, 2, 4, 7) – Lunik (Sony Music)
- 2012: Kreuzberg am Meer (Song 4 auf Lila Wolken EP) – Marteria, Miss Platnum, Yasha (Four Music)
- 2012: Stardust – Lena (Universal)
- 2012: Unzufrieden (EP) – Die Höchste Eisenbahn (Tapete)
- 2012: Alt Aber Gold – Helmut Butzmann (NullVierNull)
- 2013: Für Frauen ist das kein Problem – Max Raabe (Universal (WeLoveMusic))
- 2013: Chaire Yeshua – Paolo Spoladore (Usiogope)
- 2013: With Skin Attached – Beans & Fatback (Excelsior)
- 2013: Hopscotch – Ruben Hein (Blue Note)
- 2013: Freude Schöner Götterfunken – Friedrich Schiller neu vertont – Club der toten Dichter (ZUG)
- 2013: Endstation. Glück. – Baschi (Universal)